# Diaphorobacter
Diaphorobacter es un género de bacterias gramnegativas de la familia Comamonadaceae. Fue descrito en el año 2003. Su etimología hace referencia a distinguido y aprovechable. Son bacterias aerobiaa. Pueden ser móviles o no. Se pueden encontrar en suelos, lodos, sedimentos. Incluso se ha aislado directamente del aire. Se estudia su posible aplicación para la biorremediación de lugares contaminados con hidrocarburos aromáticos policíclicos.